# Championnats du monde de cyclo-cross 1992
Navigation
Édition précédente Édition suivante
Les championnats du monde de cyclo-cross 1992 ont lieu les 1er et 2 février 1992 à Leeds au Royaume-Uni. Trois épreuves masculines sont au programme.

## Podiums
| Épreuves | Or              | Argent           | Bronze              |
| -------- | --------------- | ---------------- | ------------------- |
| Élites   | Mike Kluge      | Karel Camrda     | Adrie van der Poel  |
| Amateurs | Daniele Pontoni | Dieter Runkel    | Thomas Frischknecht |
| Juniors  | Roger Hammond   | Vojtěch Bachleda | Jan Faltýnek        |

## Résultats

### Classement des élites
| Pos. | Cycliste           | Pays            | Temps           |
| ---- | ------------------ | --------------- | --------------- |
|      | Mike Kluge         | Allemagne       | 1 h 04 min 36 s |
|      | Karel Camrda       | Tchécoslovaquie | + 0:18          |
|      | Adrie van der Poel | Pays-Bas        | + 0:53          |
| 4    | Beat Wabel         | Suisse          | + 0:55          |
| 5    | Radomír Šimůnek    | Tchécoslovaquie | + 1:20          |
| 6    | Beat Breu          | Suisse          | + 1:23          |
| 7    | Karl Kälin         | Suisse          | + 1:32          |
| 8    | Miloslav Kvasnička | Tchécoslovaquie | + 1:33          |
| 9    | David Baker        | Grande-Bretagne | + 1:40          |
| 10   | Danny De Bie       | Belgique        | + 1:44          |

### Classement des amateurs
| Pos. | Cycliste            | Pays            | Temps       |
| ---- | ------------------- | --------------- | ----------- |
|      | Daniele Pontoni     | Italie          | 50 min 56 s |
|      | Dieter Runkel       | Suisse          | + 0:46      |
|      | Thomas Frischknecht | Suisse          | + 1:05      |
| 4    | Emmanuel Magnien    | France          | + 1:11      |
| 5    | Andreas Hubmann     | Suisse          | + 1:13      |
| 6    | Andreas Büsser      | Suisse          | + 1:38      |
| 7    | Pavel Elsnic        | Tchécoslovaquie | + 1:38      |
| 8    | Ralph Berner        | Allemagne       | + 1:44      |
| 9    | Jörg Arenz          | Allemagne       | + 2:00      |
| 10   | Radovan Fořt        | Tchécoslovaquie | + 2:07      |

### Classement des juniors
| Pos. | Cycliste         | Pays            | Temps       |
| ---- | ---------------- | --------------- | ----------- |
|      | Roger Hammond    | Grande-Bretagne | 38 min 10 s |
|      | Vojtěch Bachleda | Tchécoslovaquie | + 0:20      |
|      | Jan Faltýnek     | Tchécoslovaquie | + 0:49      |
| 4    | Tomasz Bukowski  | Pologne         | + 0:55      |
| 5    | Malte Urban      | Allemagne       | + 1:00      |
| 6    | Pascal Perrin    | France          | + 1:10      |
| 7    | Rolf Verhaegen   | Belgique        | + 1:12      |
| 8    | Markus Zberg     | Suisse          | + 1:22      |
| 9    | Jérôme Delbove   | France          | + 1:31      |
| 10   | Martin Elsnic    | Tchécoslovaquie | + 1:37      |

## Tableau des médailles
| Rang | Nation          | Or | Argent | Bronze | Total |
| ---- | --------------- | -- | ------ | ------ | ----- |
| 1    | Allemagne       | 1  | 0      | 0      | 1     |
| 1    | Grande-Bretagne | 1  | 0      | 0      | 1     |
| 1    | Italie          | 1  | 0      | 0      | 1     |
| 4    | Tchécoslovaquie | 0  | 2      | 1      | 3     |
| 5    | Suisse          | 0  | 1      | 1      | 1     |
| 6    | Pays-Bas        | 0  | 0      | 1      | 1     |